# Arthur Chioro
Ademar Arthur Chioro dels Reis (Santos, 5 de desembre de 1963) és un polític, metge i professor universitari brasiler. Va ser ministre de la Salut de Brasil.
Es va graduar en medicina pel Centre Universitari Serra dels Òrgans (UniFESO), va realitzar residència mèdica en Medicina Preventiva i Social a la Facultat de Medicina de Botucatu (Unesp), va obtenir un doctorat per la Universitat Federal de Sao Paulo (UNIFESP) en salut col·lectiva. És membre del Partit dels Treballadors (PT), i va ser ministre de la Salut del Brasil en el govern de Dilma Rousseff. Abans d'això, va ser secretari de salut del municipi de São Bernardo do Campo. És espiritista.
El 21 de febrer, va ser exonerat del càrrec de ministre de la Salut per assumir la vacant de professor de la UNIFESP. El procediment va formar part d'un tràmit burocràtic. En 31 de desembre de 2014 la seva permanència al capdavant del ministeri va ser confirmada per al Segon Govern de Dilma Rousseff.